# 克林曼峰
克林曼峰（英語：Clingman Peak），是南極洲的山峰，位於維多利亞地的彭內爾海岸，海拔高度2,150米，美國地質調查局根據測量和美國海軍拍攝的空中照片繪入地圖，現時由南極條約體系管理。